# Килитская пещера
Килитская пещера (азерб. Kilit mağarası) — пещера, место обитания человека каменного века, эпохи неолита. Расположена пещера на левом берегу Аракса, у села Килит, в юго-восточной части Ордубадского района Азербайджана.
Пещера была обнаружена в ходе археологической экспедиции 1983 года в Ордубадский и Шарурский районы. В ходе раскопок внутри пещеры была обнаружена мощная толща осадочных пород.

Длина пещеры 24 метра.